# Frans Herman Widstrand
Frans Herman Widstrand, född 10 oktober 1824 i Stockholm, död i september 1891 i Litchfield, Minnesota, var en svenskamerikansk journalist och utopisk socialist.
Frans Herman Widstrand var son till kyrkoherden Jacob Widstrand och Ebba Gustava Annell. Han blev student vid Uppsala universitet 1843, avlade kameralexamen där 1845 och blev därefter extraordinarie tjänsteman i Kommerskollegium och Riksbanken. Där kom han i kontakt med representanter för den tidiga socialismen och rycktes med av revolutionsyran 1848. Hos Widstrand blev denna revolutionära inställning bestående för livet. Han hatade kungamakten och avskydde kyrkan. 1850–1851 utgav han i Stockholm tidningen Demokraten, som var ett organ för hans utopiska socialism som rönte föga uppskattning av arbetarna men kostade Widstrand ganska mycket pengar. 
1855 emigrerade han till USA och slog sig ned i Minnesota, där han skaffade sig land vid Lake Constance nära Buffalo. 1863 fick han en befattning som revisor vid finansdepartementet i Washington, men han lämnade den snart på grund av allt det bedrägeri och elände han enligt egen utsago bevittnade där. Han återvände till Minnesota, där han 1875 försökte bli uppsatt som kandidat till guvernörsposten. Genom sin drastiska agitation stötte han sig dock med sina väljare. Han försökte sedan grunda en mönsterkoloni på sin farm, men försöket slog illa ut och slutade med att en av de inflyttade berövade honom både hus och jord med hjälp av bedrägliga ämbetsmän. Widstrand utgav mycket oregelbundet ett par tidningar där han sökte göra propaganda för sina reformatoriska åsikter, nämligen Agatokraten i Buffalo och Rothuggaren i Litchfield, där Widstrand bodde mot slutet av sitt liv.